# Пенелопа Дельта
Пенелопа Бенакіс, у шлюбі Дельта (грец. Πηνελόπη Δέλτα, 1874, Александрія, Єгипет — 27 квітня 1941, Афіни) — грецька письменниця, одна з перших літераторок-жінок у новогрецькій літературі. Перша грецька авторка книжок для дітей.

## Біографія

### Ранні роки
Пенелопа Дельта народилася в Александрії, в родині фанаріота, заможного торговця бавовною, Еммануїла Бенакіса, та Віргінії Хоремі. Пенелопа була третьою із шести дитиною. Старші сестра Александра і брат Антоніс Бенакіс (його Пенелопа Дельта увічнила в книзі «Ο Τρελαντώνης» в образі героя, подібного до Тома Соєра; Антоніс Бенакіс відомий як грецький колекціонер, засновник Музею Бенакі) та молодші брати Коснятин (помер у віці 2 років), Александр і сестра Аргіна.
Родина Бенакісів тимчасово переїхала в Афіни 1882 року. Тут Пенелопа згодом стала дружиною багатого підприємця-фанаріота Стефаноса Дельтаса, що доводився племінником математику Костянтину Каратеодорі. У шлюбі народила трьох дочок — Софія Маврокордатос, Віргінія Заннас і Александра Пападопулос.
Подружжя Дельтосів повернулося в Александрію 1905 року, де Пенелопа познайомилась з Іоном Драгумісом, грецьким віцеконсулом Греції в Александрії, письменником та революціонером. Іон Драгуміс, як і Пенелопа Дельта, також писав про Боротьбу за Македонію. Певний у час у Пенелопи та Драгуміса тривали романтичні стосунки. З поваги до чоловіка та їх дітей Дельта і Драгуміс вирішили припинити стосунки. Проте до 1912 року тривало їх пристрасне листування, допоки Драгуміс не закохався у надзвичайно популярну грецьку акторку Маріку Котопулі. Тоді Пенелопа Дельта зробила дві спроби самогубства.

### Творчий період
1906 року Пенелопа Дельта переїхала до Франкфурту (тоді у складі Німецької імперії), коли її чоловік почав працювати у родинній компанії Хореміс-Бенакіс. 1909 року у Франкфурті вийшов її перший роман «Για την Πατρίδα» (укр. Заради Вітчизни). Дія роману відбувається у візантійську добу, аби бути якомога точнішою, Дельта розпочала листування з істориком Густавом Шлюмбергом, відомим фахівцем з візантинстики. Їх постійна взаємодія стала матеріалом для написання другого роману роману «Τον Καιρό του Βουλγαροκτόνου» (укр. В роки Болгаробійці) про добу правління візантійського імператора Василія II Болгаробійці. Переворот у Гуді в 1909 році надихнув її на написання третього роману «Παραμύθι χωρίς όνομα» (укр. Казка без назви), опублікований 1911 року.
1913 року Пенелопа Дельта повернулася до Александрії, а потім 1916 року оселилася в Афінах, де її батько Еммануїл Бенакіс був обраний мером. Перебуваючи в Афінах, вони стали близькими друзями з Елефтеріосом Венізелосом, яких вони розважали в їх розкішному особняку в північному передмісті Кіфісія. Батько Пенелопи в політичному колі співпрацював із Венізелосом і навіть служив міністром фінансів в першому уряді Венізелоса.
Тривале листування Пенелопи з єпископом Хрисантосом, митрополитом Трапезунда, послугувало матеріалом для наступної книги, опублікованої 1925 року і присвяченої життю Христа. Того самого 1925 року їй поставлено діагноз поліомієліту. 1927 року вона почала писати трилогію «Ρωμιοπούλες» (укр. Юні грекині), тонко завуальовану автобіографію, яку вона завершила тільки 1939 року. Заснована на подіях афінського життя, перша частина «Пробудження» охоплює події з 1895 по 1907 рік, друга частина «Спека» охоплює 1907 по 1909 роки, і заключна частина «Сутінки» — 1914—1920 роки. Політичні події цієї бурхливої епохи, наведені за власними переживаннями і досвідом письменниці: її батько майже не був страчений партією роялістів, тоді як Іон Драгуміс — убитий фракцією Венізелоса в 1920 році. Відтоді Пенелопа Дельта одягалась тільки в чорне.
У той же час вона опублікувала три основні праці: дитячі романи «Ο Τρελαντώνης» (1932), «Ο Μάγκας» (1935), «Τα μυστικά του βάλτου» (1937). Останній описував Янницю, довкола якої на початку ХХ століття спалахнула кривава Боротьба за Македонію. Хоча Пенелопа Дельта здебільшого керувалась власними спогадами про ту війну, фактично ж вона викладала перекази, зібрані її помічницею Антігоною Беллу Трепсіаді, дочкою одного з борців за Македонію.
Відомо, що Пенелопа Дельта суворо забороняла власним онукам турбувати її, коли вона писала, проте надвечір читала їм написане за день замість вечірньої казки.

### Останні роки
В останні роки життя письменниці параліч поступово прогресував. Відрадою стали щоденники та архіви її загубленого кохання, Іона Драгуміса, передані Пенелопі його старшим братом Філіппом. Їй вдалося задиктувати близько 1 000 сторінок рукописних коментарів до записів Драгуміса перед тим, як вирішила піти з життя.
Пенелопа Дельта покінчила життя самогубством 27 квітня 1941, в день, коли війська вермахту увійшли в Афіни. На її прохання її поховали в саду величного особняка Дельти в Кіфісії. Єпископ Хрисантос, її товариш, який до того часу став архієпископом Афін, очолив похорон. На її могилі викарбували слово ΣIΩΠH — тиша.

## Спадкоємці
Особняк Пенелопи Дельти успадкували її три дочки — Софія, Віргінія і Александра. Вони побудували також гостьовий будинок, який назвали «Совіраль» — за почаковими літерами своїх імен. Віргінія одружилася з грецьким політиком Александросом Заннасом. Їх дочка Олена Заннас — мати грецького політика Антоніса Самараса, лідера головної опозиційної політичної партії «Нова Демократія». Одночасно їх син Павлос Заннас (1929—1989) був визначним критиком мистецтва і перекладачем на новогрецьку Марселя Пруста. 1989 року Александра, остання дочка Пенелопи Дельти, заповіла садибу Музею Бенакі. Тепер в будинку Дельти діє історичний архів музею.

## Основні праці
- Για την Πατρίδα (1909)
- Τον καιρό του Βουλγαροκτόνου (1911)
- Παραμύθι χωρίς όνομα (1911)
- Παραμύθια και άλλα (1915)
- Η ζωή του Χριστού (1925)
- Ο Τρελαντώνης (1932)
- Ο Μάγκας (1937)
- Τα μυστικά του βάλτου (1937)
- Ρωμιοπούλες (1939)
- Ελευθέριος Κ. Βενιζέλος : ημερολόγιο, αναμνήσεις, μαρτυρίες, αλληλογραφία (1978)